# Tossal Petit
El Tossal Petit és una muntanya de 126,7 metres que és al municipi de Torroella de Montgrí, a la comarca catalana del Baix Empordà.